# Cratere Gwynevere
Gwynevere è un cratere sulla superficie di Mimas.